# Laxgöl
Laxgöl är en sjö i Vimmerby kommun i Småland och ingår i Botorpsströmmens huvudavrinningsområde. Sjöns area är 0,033 kvadratkilometer och den är belägen 140,7 meter över havet.